# Parafia Dobrego Pasterza w Warszawie
Parafia Dobrego Pasterza w Warszawie – dawna parafia Kościoła Polskokatolickiego w RP, obecnie największa parafia Polskiego Narodowego Katolickiego Kościoła w RP.

## Historia
Parafia Dobrego Pasterza w Warszawie powstała w 1935, w wyniku konfliktu wiernych miejscowej parafii rzymskokatolickiej z proboszczem o obsadę organisty, w tym samym roku wybudowano kościół parafialny.
W 1981 dzięki pomocy Polskiego Narodowego Kościoła Katolickiego i Światowej Rady Kościołów zmodernizowano świątynię.
W 1995 parafia została skreślona przez bp. Wiktora Wysoczańskiego z listy parafii Kościoła Polskokatolickiego; za bezpośrednią przyczynę wierni parafii uznali swój sprzeciw wobec ich zdaniem nieprawidłowego wyboru władz Kościoła Polskokatolickiego w RP, natomiast same władze kościoła oskarżają proboszcza Tomasza Rybkę (bp Wiktor Wysoczański skreślił go z listy duchownych Kościoła Polskokatolickiego) za brak łączności zwierzchniczej i doktrynalnej z kurią biskupią kościoła, oraz chęć włączenia parafii pod jurysdykcję diecezji warszawsko-praskiej Kościoła Rzymskokatolickiego wyrażoną przez proboszcza. Ks. Tomasz Rybka wielokrotnie starał się o włączenie Parafii Dobrego Pasterza pod jurysdykcję Polskiego Narodowego Kościoła Katolickiego, ale zwierzchnik kościoła bp. Robert M. Nemkovich nie planuje tworzenia jakiejkolwiek misji Polskiego Narodowego Kościoła Katolickiego na terenie Polski.
5 czerwca 2005 odprawione zostało nabożeństwo pojednania z Kościołem Rzymskokatolickim. 6 października 2006 w Ministerstwie Spraw Wewnętrznych i Administracji dokonano rejestracji parafii jako Polskiego Narodowego Katolickiego Kościoła w Rzeczypospolitej Polskiej.
W dniu 27 lutego 2007 Wojewódzki Sąd Administracyjny w Warszawie uchylił postanowienie w przedmiocie odmowy uznania Kościoła Polskokatolickiego w RP za stronę postępowania administracyjnego w sprawie o wpis do rejestru kościołów i innych związków wyznaniowych Polskiego Narodowego Katolickiego Kościoła w Rzeczypospolitej Polskiej. Wyrok ten stwarza Kościołowi Polskokatolickiemu w RP podstawy prawne do wznowienia postępowania administracyjnego w przedmiocie wpisu do rejestru kościołów i innych związków wyznaniowych Polskiego Narodowego Katolickiego Kościoła w Rzeczypospolitej Polskiej.
W dniach 1–4 czerwca 2007 Polski Narodowy Katolicki Kościół w RP zorganizował wraz ze Światową Radą Narodowych Kościołów Katolickich pierwszą wspólną konferencję w Warszawie. Konferencja rozpoczęła się od uroczystej mszy św. w kościele centralnym PNKK pw. Dobrego Pasterza, której przewodniczył arcybiskup António José da Costa Raposo – zwierzchnik Kościoła Narodowego Portugalii i przewodniczący Światowej Rady Narodowych Kościołów Katolickich.
W dniach 13–23 sierpnia 2011 Pierwszy Biskup PNKK Antoni Mikovsky wraz z bpem Sylwestrem Bigajem, odbył pierwszą, po wyborze na Pierwszego Biskupa, pielgrzymkę do Polski, podczas której odwiedził miejsce urodzin bpa Franciszka Hodura oraz modlił się na grobie męczennika bpa Józefa Padewskiego. 14 sierpnia 2011 biskup Bigaj odprawił uroczystą Mszę św. w kościele Dobrego Pasterza w Warszawie.
7 stycznia 2013 r. Biskup Bigaj został usunięty z PNCC w USA, za samodzielne i nie konsultowane z Pierwszym Biskupem i Radą Kościoła działania związane z utworzeniem Senioratu Misyjnego w Polsce. W kilka miesięcy później Pierwszy Biskup zrezygnował z opieki nad PNKK w RP i nakazał powrót do Kościoła Polskokatolickiego.

## Kościół Dobrego Pasterza w Warszawie
Kościół Dobrego Pasterza w Warszawie został wybudowany w 1935 w środowisku robotników fabrycznych, głównie Tarchomina i Żerania. W latach 1949–1959 wierni odbudowali kościół ze zniszczeń wojennych. W okresie 1935–2006 kościół administrowała parafia polskokatolicka Dobrego Pasterza w Warszawie, a od 2006 jest to jedyna świątynia Polskiego Narodowego Katolickiego Kościoła w RP.
W kościele znajduje się bogaty ołtarz główny, szczególnie interesujące są wiszące na ścianach obrazy Benedykta XVI i Jana Pawła II, którzy nie są zwierzchnikami tej parafii, a co ma świadczyć o ekumenicznym charakterze wspólnoty.
W domu parafialnym ma swoją siedzibę ekumeniczne Zgromadzenie Zakonne Sióstr i Braci Miłosierdzia Bożego, skupiające siostry i braci, służących sobie wzajemnie w różnych potrzebach, świadczące pomoc osobom samotnym, starszym i chorym, bez względu na wyznanie, światopogląd, w duchu chrześcijańskiej miłości.

## Duchowni
- biskup – bp Jerzy Rybka
- proboszcz – bp Tomasz Rybka